# Malgadonta anjouanica
Malgadonta anjouanica är en fjärilsart som beskrevs av Sergius G. Kiriakoff 1969. Malgadonta anjouanica ingår i släktet Malgadonta och familjen tandspinnare. Inga underarter finns listade i Catalogue of Life.